# Microrégion d'Andrelândia
 (février 2025).
Si vous disposez d'ouvrages ou d'articles de référence ou si vous connaissez des sites web de qualité traitant du thème abordé ici, merci de compléter l'article en donnant les références utiles à sa vérifiabilité et en les liant à la section « Notes et références ».
La microrégion d'Andrelândia est l'une des dix microrégions qui subdivisent le Sud et Sud-Ouest du Minas, dans l'État du Minas Gerais au Brésil.
Elle comporte 13 municipalités qui regroupaient 75 631 habitants en 2006 pour une superficie totale de 5 034 km2.

## Municipalités[1]
- Aiuruoca
- Andrelândia
- Arantina
- Bocaina de Minas
- Bom Jardim de Minas
- Carvalhos
- Cruzília
- Liberdade
- Minduri
- Passa-Vinte
- São Vicente de Minas
- Seritinga
- Serranos